# Victime du destin
Pour plus de détails, voir Fiche technique et Distribution.
Victime du destin (The Lawless Breed) est un film américain réalisé par Raoul Walsh en 1953.

## Synopsis
1896. Le bandit John Wesley Hardin sort de prison après avoir purgé une longue peine, et remet au journal local le manuscrit de son autobiographie. Jeune homme, John rêvait de s'installer dans un ranch avec son amie d'enfance, Jane Brown. Mais, après une partie de poker ayant mal tourné, John a abattu un homme. Dès lors, la vie de John n'a été que fuites, duels au revolver, et affrontements avec les représentants de l'ordre.

## Fiche technique
- Titre original : The Lawless Breed
- Titre français : Victime du destin
- Réalisation : Raoul Walsh
- Scénario : Bernard Gordon, d'après une histoire de William Alland, inspirée de The Life of John Wesley Hardin de John Wesley Hardin et They Died with Their Boots on (on the Life and Death of J. W. Hardin and Other Texas Desperadoes) de Thomas Ripley
- Photographie : Irving Glassberg
- Montage : Frank Gross
- Musique : Herman Stein
- Direction artistique : Bernard Herzbrun, Richard Riedel
- Décors : Oliver Emert et Russell A. Gausman
- Costumes : Rosemary Odell
- Son : Leslie I. Carey, Corson Jowett
- Producteur : William Alland
- Société de production : Universal-International Pictures
- Société de distribution : Universal Pictures
- Pays de production :  États-Unis
- Langue originale : anglais
- Format : couleur (Technicolor) - 35 mm - 1,37:1 - son mono (Western Electric Recording)
- Genre : Western
- Durée : 83 minutes
- Dates de sortie : 
  - États-Unis : 3 janvier 1953
  - France : 23 juillet 1954

## Distribution
- Rock Hudson : John Wesley Hardin
- Julie Adams : Rosie McCoy
- Mary Castle : Jane Brown
- John McIntire : J.G. Hardin/John Clements
- Hugh O'Brian : Ike Hanley
- Dennis Weaver : Jim Clements
- Forrest Lewis : Zeke Jenkins
- Lee Van Cleef : Dirk Hanley
- Tom Fadden : Chick Noonan
- Glenn Strange : Ben Hanley
- Race Gentry : John Hardin, junior
- Richard Garland : Joe Clements
- William Pullen : Joe Hardin

Acteurs non crédités
- Michael Ansara : Gus Hanley
- Edward Earle : J. Edward « Henry » Johnson
- Merrill McCormick : un pilier de bar
- George D. Wallace : Brady

## Autour du film
- En fait, le vrai John Wesley Hardin a été tué en août 1895 par John Sellman à El Paso[1].